# Susan Eisenberg
Susan Eisenberg (født 21. august 1964 i Providence, USA) er en amerikansk tegnefilmsdubber. Hun er bedst kendt som stemmen bag Wonder Woman i Justice League.